# 移剌眾家奴
移刺众家奴（?—?），又作移剌中哥。金朝末年大臣。姓移剌（耶律）氏。
金宣宗时，移刺众家奴积战功，官至河间路招抚使，遥授开州刺史、权元帅右都监。赐姓完颜氏（完颜众家奴）。兴定四年（1220年），金宣宗二月封九名地方豪強公爵，並稱「九公」，他受封河间公，辖四州七县：献州、蠡州、安州、深州等州及河间府、肃宁、安平、武强、饶阳、六家庄、郎山寨。兴定六年（1222年），所部州县皆失守於蒙古帝国，移屯高阳公张甫信安县境。与张甫合兵收复部分故地，取河间府及安、蠡、献三州，迁金紫光禄大夫。元光二年（1223年），与张甫各当一面，保全了镇安（信安）城池，重赏募人，以海船通辽东。

## 延伸阅读
[在维基数据编辑]
 《金史·卷118》，出自脱脱《遼史》